# Anatol von Bigot de Saint-Quentin

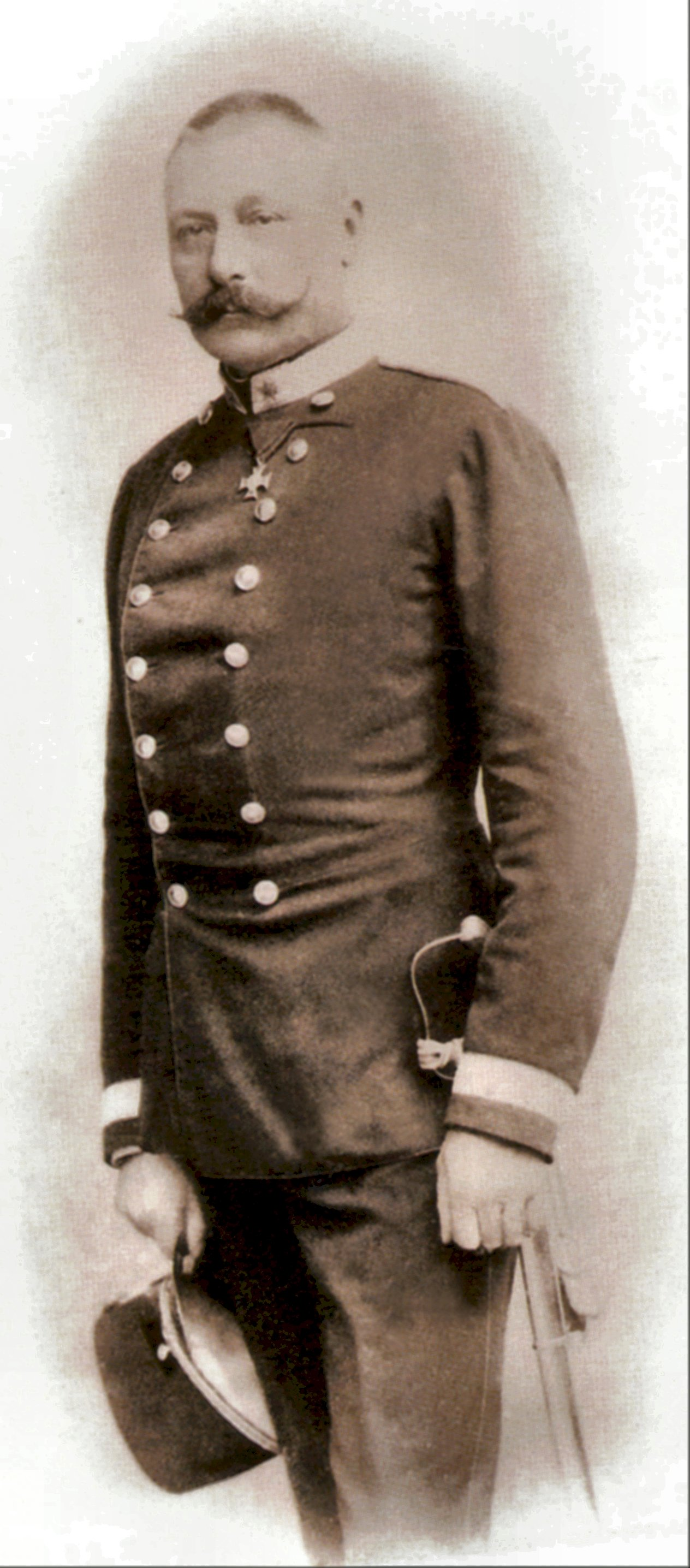
Anatol Graf von Bigot de Saint-Quentin (1904)

Anatol Graf von Bigot de Saint-Quentin (* 7. März 1849 in Wien; † 11. September 1932 in Jadova, Königreich Rumänien) war k. u. k. Kämmerer und Wirklicher Geheimer Rat, Obersthofmeister des Erzherzogs Friedrich, Feldmarschallleutnant, sodann General der Kavallerie aus der Familie Bigot de Saint-Quentin.

## Biografie
Anatol von Bigot de Saint-Quentin war der Sohn des während der ungarischen Revolte im Gefecht bei Csucsa (Ciucea) am 19. Dezember 1848 gefallenen k. k. Majors August (* 20. März 1804 in Radom) und der Henriette Freiin von Podstatzki-Prussinowitz und Thonsern (* 11. Juli 1816 in Brünn (Brno); † 30. März 1903 in Brandeis an der Elbe (Brandýs nad Labem)) sowie Neffe des Kavalleriegenerals Karl von Bigot de Saint-Quentin.
Nach seiner Assentierung als Offiziersaspirant wurde er am 1. Mai 1869 als Leutnant im k.u.k. Dragonerregiment Prinz Eugen von Savoyen Nr. 13 des Feldmarschalleutnants Freiherren Dobrženský von Dobrženitz übernommen. 1883 wurde ihm als Rittmeister die Würde eines k.u.k. Kämmerers verliehen.
Nach dreieinhalbjähriger Tätigkeit als Flügeladjutant von Kaiser Franz Joseph I. wurde er mit 1. November 1895 als Interims-Divisionskommandant zum Dragonerregiment Nr. 11 versetzt. Im Jahr 1897 wurde er als Oberstleutnant zum Kommandanten des K.u.k. Böhmischen Dragoner-Regiments „Herzog von Lothringen“ Nr. 7 ernannt und ein halbes Jahr darauf zum Oberst befördert. Am 17. März 1903 wurde er zum Obersthofmeister von Erzherzog Friedrich von Österreich-Teschen, dem späteren Feldmarschall, berufen und gleichzeitig mit der Würde eines Geheimen Rates ausgezeichnet.
Am 1. Mai 1904 rückte er zum Generalmajor vor. Aus Anlass des Besuchs von Erzherzog Friedrich in London, den er in seinem Hofamt begleitete, wurde er am 11. Juni 1904 mit dem Großkreuz des Victoriaordens dekoriert.
Schon bald darauf, am 1. Mai 1908, erfolgte die Ernennung zum Feldmarschall-Leutnant, schließlich zum 1. Januar 1913, aus Anlass der Pensionierung, jene zum Titular-General der Kavallerie.

## Auszeichnungen (Auswahl)
- Großkreuz des Victoria-Ordens
- Preußischer Kronenorden 1. Klasse
- Großkreuz des Ordens de Isabel la Católica
- Großkreuz des herzoglich parmaischen St. Ludwigsorden
- Orden der Eisernen Krone 1. Klasse und 3. Klasse
- Königlich preußischer Orden des Eisernen Kreuzes 1. Klasse
- königlich preußischer Roter Adlerorden 2. Klasse
- Offizier des sächsischen Albrechts-Ordens
- Großkreuz des Württembergischen Friedrichsordens
- Ritter 1. Klasse des Badenscher Zähringer Löwenordens (1884)
- Komturkreuz des Ordens Stern von Rumänien
- Großkreuz des spanischen Militärverdienstordens
- Kommandeurkreuz des serbischen Takovo-Ordens
- Militär-Verdienstmedaille „Signum Laudis“
- Jubiläumserinnerungsmedaille für die bewaffnete Macht[9]

## Familie

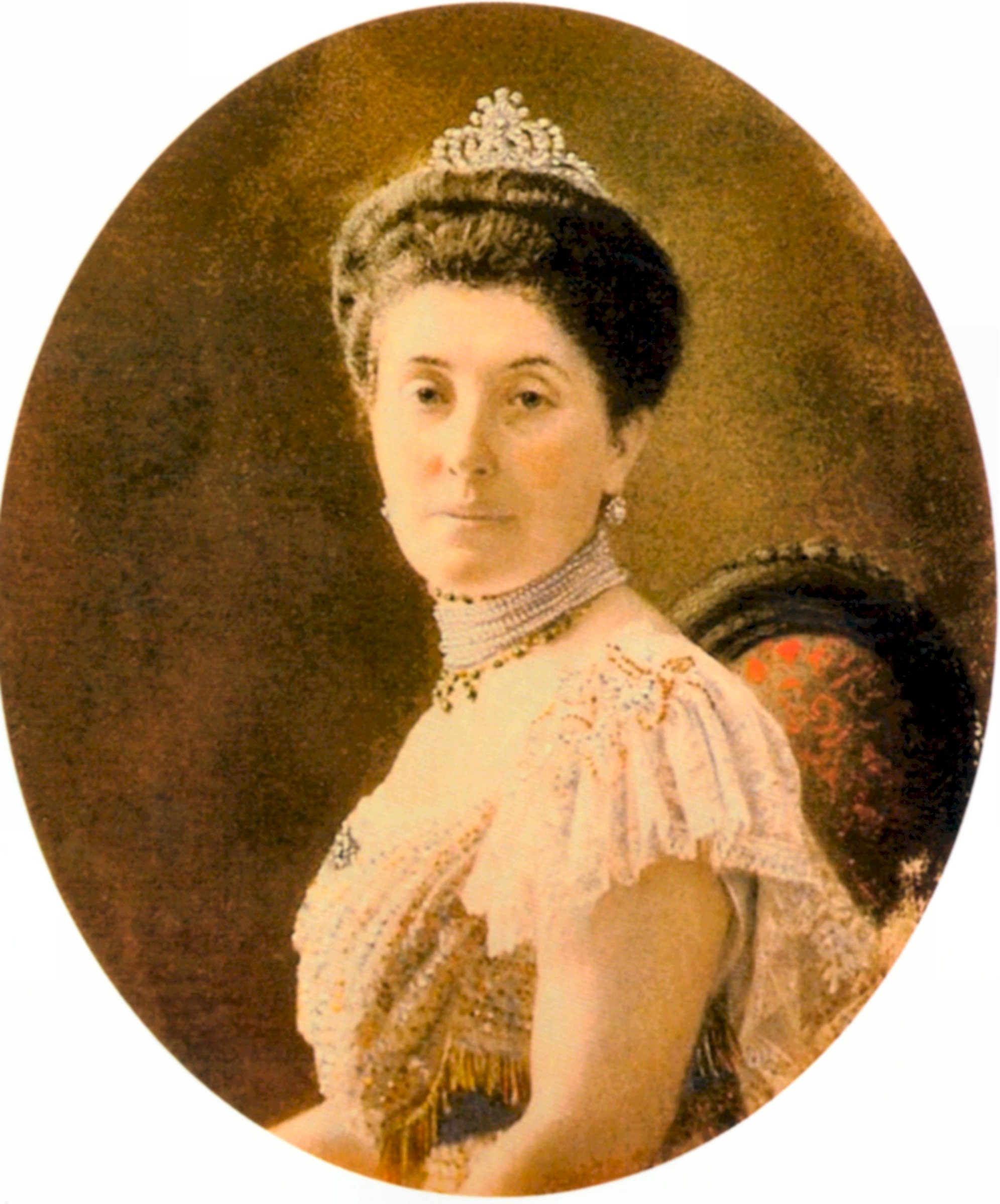
Helene geb. von Flondor (1900)

Er ließ sich im Herzogtum Bukowina nieder, heiratete am 3. Juli 1898 in Czernowitz (Cernăuţi) Helene  von Flondor (1866–1930), Urenkelin des Ritters Nikolaus von Wassilko, die das Gut Mega in die Ehe mitgebracht hatte und kaufte unter anderem das Gut Zadowa (Jadova) vom Cousin seiner Gattin, Iancu von Gojan (Goian).
Mit ihr hatte er drei Kinder Douglas (1899–1982), Desideria und Friedrich (1906–2000). Mit den kinderlosen Söhnen erlosch das Geschlecht im Mannesstamm. Seine Tochter Desideria (* 2. Juli 1900 in Brandeis an der Elbe; † 15. März 1999 in Wien) heiratete Franz Emil Joseph Ludwig (1888–1983), Sohn des Direktors der Kanzlei des Herrenhauses Joseph Ludwig Graf Marenzi von Tagliuno und Talgate und setzte das Geschlecht auf der weiblichen Linie fort.

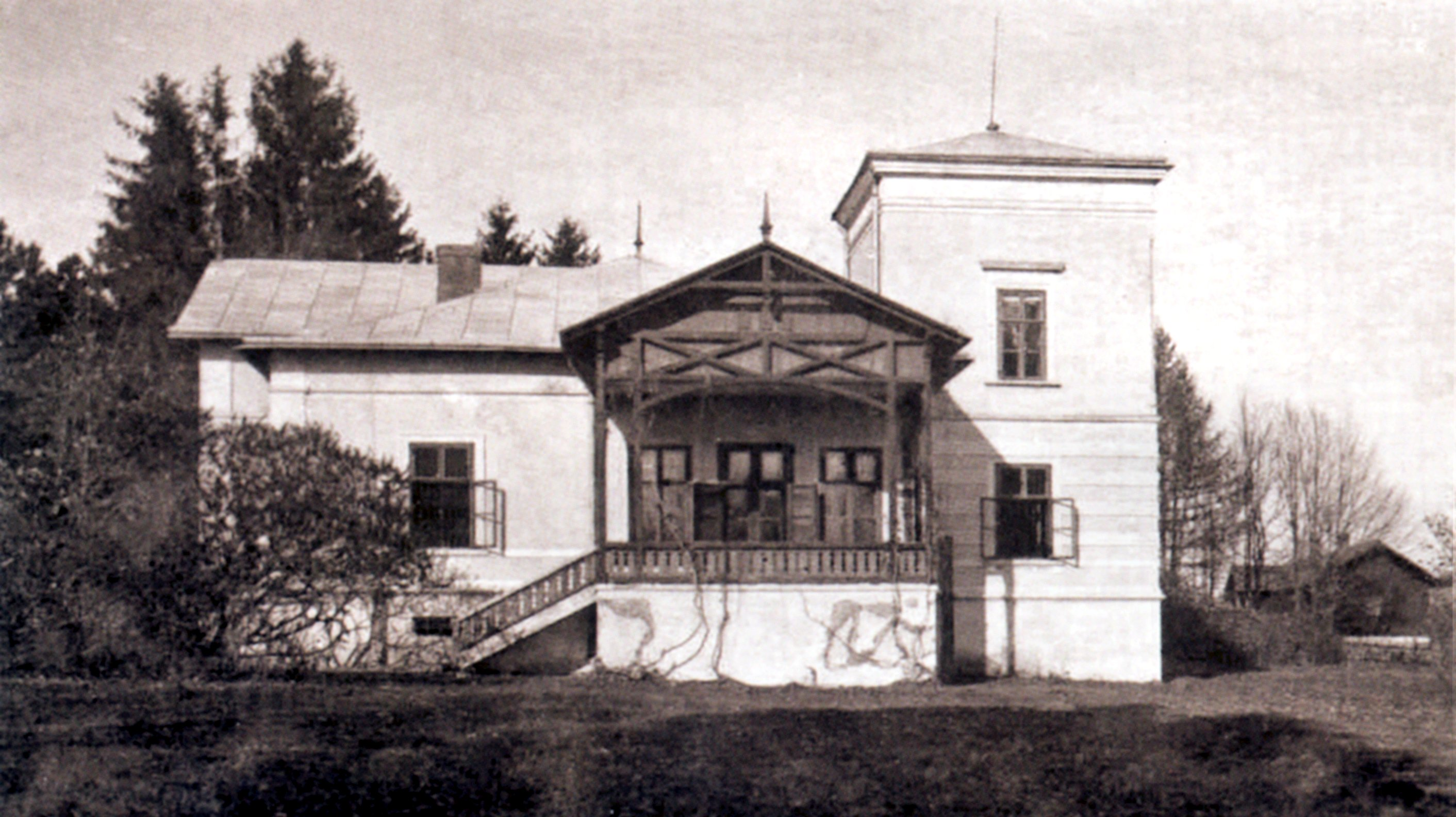
Gutshaus von Mega um 1900
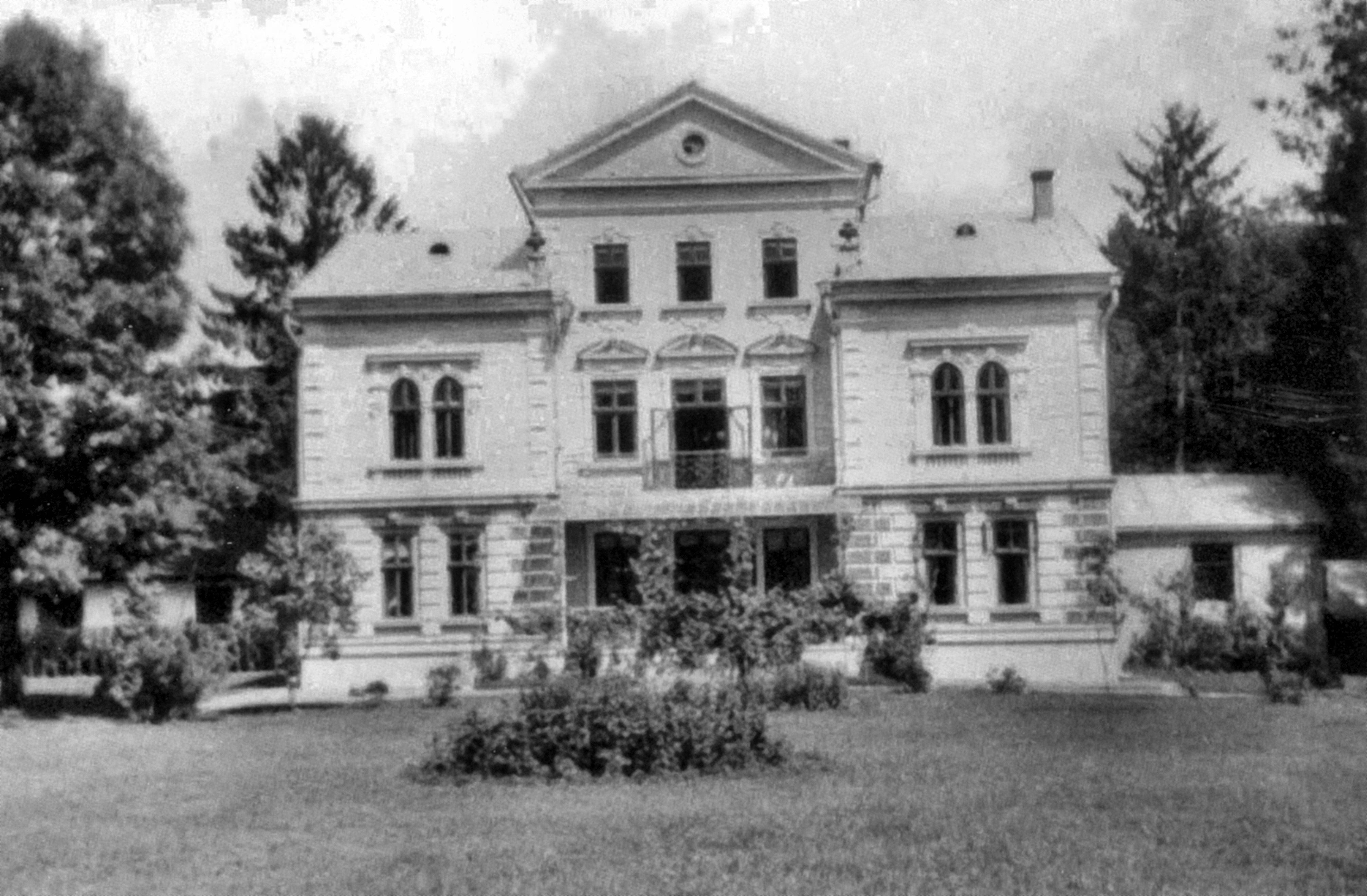
Gutshaus von Jadova um 1900